# Diecezja Koudougou
Diecezja Koudougou – diecezja rzymskokatolicka w Burkina Faso. Powstała w 1954 jako wikariat apostolski, diecezja od 1955.

## Biskupi diecezjalni
- Biskupi ordynariusze
  - Bp Joachim Ouédraogo (od 2011)
  - Bp Basile Tapsoba (1984– 2011)
  - Bp Anthyme Bayala (1966– 1984)
  - Bp Joseph-Marie-Eugène Bretault, M. Afr. (1955 – 1965)
- Wikariusze apostolscy
  - Bp Joseph-Marie-Eugène Bretault, M. Afr. (1954 – 1955)